# ラドスワフ・チェレメンツキ
ラドスワフ・チェレメンツキ（Radosław Cielemęcki 、2003年2月19日 - ）は、ポーランド・シフィェボジツェ出身のプロサッカー選手。エクストラクラサ・ラドミアク・ラドム所属。ポジションは、ミッドフィールダー。

## タイトル
レギア・ワルシャワ
- エクストラクラサ: 2019-20, 2020-21[5]

ヴィスワ・プウォツクII
- IVリガ (マゾフシェ県): 2023-24[6][7]